# Assassinat de José Calvo Sotelo

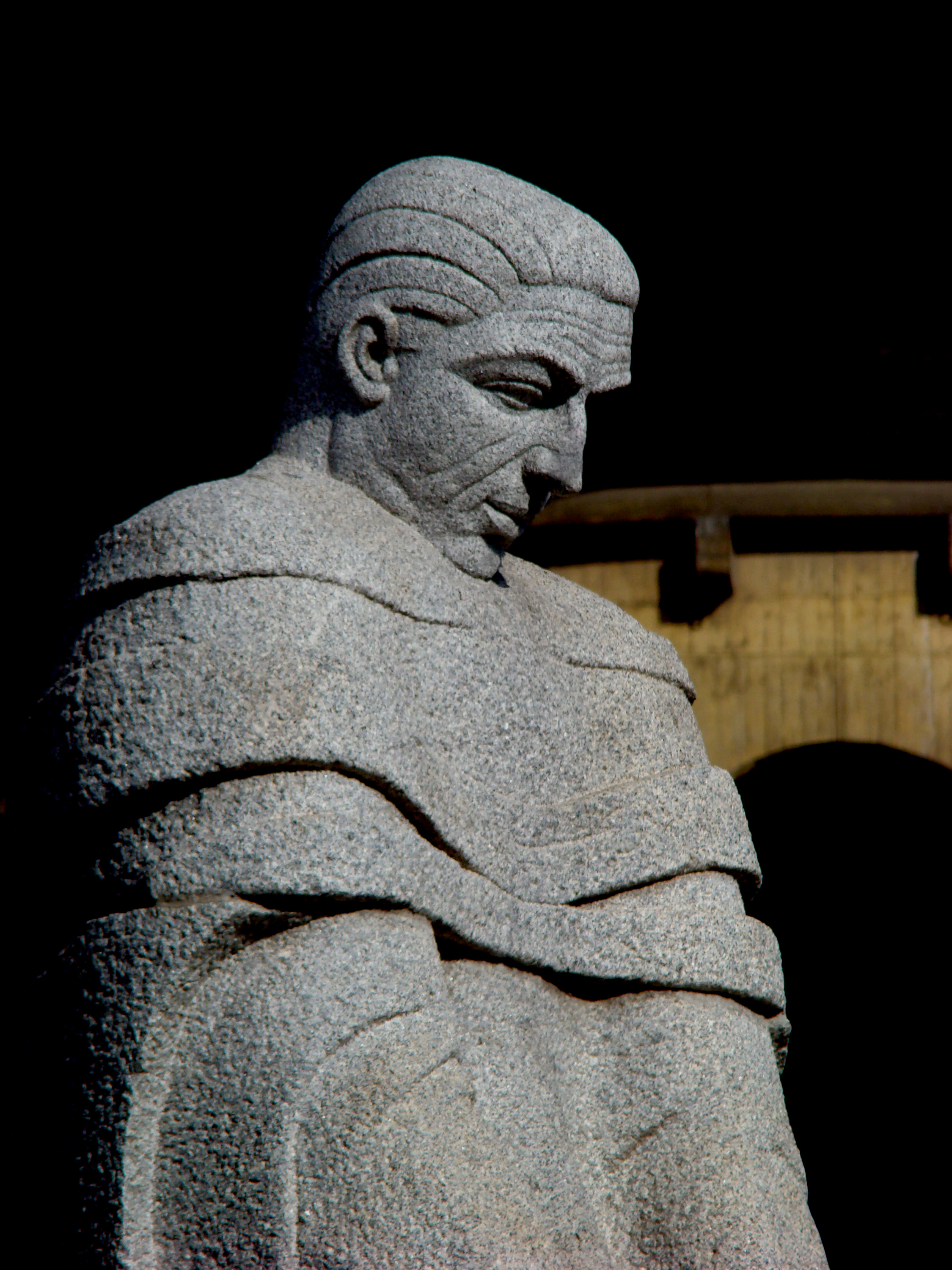
Portrait sculptural de José Calvo Sotelo dans le monument qui lui est dédié érigé par la dictature franquiste en 1960 sur la Place de Castille à Madrid.

L'assassinat de José Calvo Sotelo, homme politique espagnol monarchiste de premier plan, survient à Madrid, en Espagne, le 13 juillet 1936, pendant la Seconde République espagnole. José Calvo Sotelo est assassiné par Luis Cuenca, policier et garde du corps d'Indalecio Prieto, chef du Parti socialiste PSOE.
L'événement a un impact profond sur la classe moyenne espagnole de l'époque et polarise davantage l'environnement politique déjà tendu qui prévalait à ce moment. Il pousse le général Francisco Franco à se joindre au coup d'État qui se préparait contre la République. Pendant la dictature, José Calvo Sotelo est honoré en tant que martyr.

## Contexte
Figure politique et charismatique de premier plan et leader de la droite nationaliste, José Calvo Sotelo, après la victoire du Frente Popular en février 1936, est un critique acerbe et pointu du gouvernement républicain. Ses critiques agacent au plus haut point les dirigeants du Front populaire.
Le 16 juin 1936, il prononce aux Cortes républicaines un célèbre discours dans lequel il réclame la fin des attentats anti-cléricaux, des incendies volontaires d'églises catholiques et des désordres fomentés par des militants politiques. Lors de cette séance enflammée, Calvo Sotelo complète le discours que José María Gil-Robles y Quiñones, chef du CEDA, avait déjà prononcé depuis la tribune, offrant des chiffres sur les actions des milices communistes et anarchistes, incendiant et pillant églises et couvents et auteurs de pillages de toutes sortes depuis la victoire du Front populaire en février 1936. Des épisodes qui avaient déjà fait près de 300 morts.
Le 12 juillet 1936, José del Castillo, un lieutenant de la garde d'assaut, membre du Parti socialiste ouvrier espagnol, est assassiné par un groupe de phalangistes à Madrid. Cet assassinat répondait à celui de Andrés Sáenz de Heredia, cousin de José Antonio Primo de Rivera, et à la blessure par balle de l'étudiant carliste José Llaguno Acha, par le même José del Castillo, le 14 avril, place Castelar.

## Déroulement
Au petit matin du lundi 13 juillet 1936, un groupe de gardes d'assaut et de membres des milices socialistes (PSOE) dirigé par un capitaine de la garde civile se présentent au domicile de José Calvo Sotelo sous prétexte de l'emmener à la Direction générale de la sécurité. Ils l’emmènent dans une fourgonnette de police. C’est alors que Luis Cuenca, garde du corps de Indalecio Prieto, chef du Parti socialiste PSOE, l’abat. Son corps est ensuite laissé dans un cimetière.
Le groupe aurait cherché à se venger de l'assassinat, la veille, de José del Castillo, et après avoir cherché en vain divers représentants des forces de droite, est allé trouver l'auteur de l'intervention controversée. Calvo Sotelo fut la victime la plus importante, et pratiquement la dernière avant la guerre civile espagnole, de la vague de violence politique qui éclata en Espagne après le triomphe du Front populaire aux élections de février 1936 qui fit 384 morts entre février et juillet (111 des morts ont été causées par des gauchistes, 122 par des droitistes (61 par des phalangistes) et 84 par les forces de l'ordre).

## Réactions et conséquences
Son corps abandonné dans un cimetière est trouvé au matin par un employé, et rapidement identifié. Son enterrement est suivi par des dizaines de milliers de personnes.
La nouvelle de l'assassinat de Calvo Sotelo provoque une énorme agitation, non seulement à cause de l'événement lui-même (il était le chef le plus éminent de l'opposition), mais aussi parce que les auteurs de l'assassinat étaient des membres des forces de sécurité qui avaient des militants socialistes pour assistants et parce que le capitaine de la Garde civile Condés (en), également lié au PSOE, était impliqué. Mais ce qui a probablement causé un impact encore plus grand est l'absence de réponse du gouvernement du Front populaire présidé par Santiago Casares Quiroga et le président de la République, Manuel Azaña.
D'autre part, l'assassinat de Calvo Sotelo et ses circonstances ont conduit de nombreux militaires, encore hésitants ou indifférents, à rejoindre le complot contre le gouvernement qui couvait depuis avril sous la direction du général Mola qui, quatre jours seulement après l'assassinat du chef monarchiste, conduirait au coup d'État de juillet 1936, dont l'échec partiel déclencha la guerre civile espagnole. Ainsi, selon l'historien Paul Preston, c'est précisément l'assassinat de Calvo Sotelo qui forcera « la participation de nombreux hésitants, y compris Franco » à l'insurrection du 18 juillet.
Les vainqueurs de la guerre ont proclamé Calvo Sotelo comme le « protomartyr » de leur « croisade de libération ». Des monuments ont été érigés en son honneur (le plus important, situé sur la Place de Castille de Madrid, a été personnellement inauguré par le Generalissimo Franco en 1960) et dans pratiquement toutes les villes espagnoles se trouve une rue ou une place lui étant dédiée. Une société publique INI fondée en 1942 porte son nom.
Le socialiste Julián Zugazagoitia, dans l'immédiat après-guerre, a écrit ce qui suit :

« Les forces conservatrices et militaires, organisées depuis longtemps pour se révolter, avaient été blessées. Calvo Sotelo était le chef civil du mouvement. Il s'était imposé à tous les hommes de la monarchie, sur lesquels il avait la supériorité de sa préparation et de son talent. [...] Il incarnait en sa personne la confiance non seulement des monarchistes, mais aussi de plus de la moitié des députés de la CEDA... »